# Les Frères Dynamite
Pour plus de détails, voir Fiche technique et Distribution.
Les Frères Dynamite (Johnny West il mancino) est un western spaghetti hispano-franco-italien sorti en 1965, réalisé par Gianfranco Parolini.

## Synopsis
Johnny West est un métis et un pistolero redoutable. Il arrive dans un village où sévissent deux frères sans scrupule, qui font régner la terreur avec leur bande. Ils ont en particulier sous leur influence le propriétaire d'une mine d'or dont ils voudraient bien devenir les héritiers. Ils piègent Johnny qui se fait emprisonner à leur place pour le holdup de la banque. Heureusement, Johnny parvient à s'évader avec l'aide de deux commerçants. Puis il élimine les deux frères et rend l'argent extorqué aux citoyens.

## Fiche technique
- Titre français : Les Frères Dynamite[1]
- Titre original italien : Johnny West il mancino
- Genre : Western spaghetti
- Réalisation : Gianfranco Parolini
- Scénario : Robert de Nesle et Jerez Aloza
- Musique : Angelo Francesco Lavagnino
- Production : Cine Italia Film, Atlantida Film, Comptoir Français Du Film
- Photographie : Francesco Izzarelli
- Montage : Edmondo Lozzi
- Durée : 90 minutes
- Effets spéciaux : Armando Grilli
- Décors : Roman Calatayud et Frank E. Arnold
- Maquillage : Giovanni Ranieri et Josè Echevarria
- Pays :  Italie,  Espagne,  France
- Année de sortie : 1965
- Distribution en Italie : Titanus
- Date de sortie en salle en France : 1er décembre 1965[1]

## Distribution
- Mimmo Palmara (sous le pseudo de Dick Palmer) : Johnny West
- Dada Gallotti (sous le pseudo de Diana Garson) : Ginger
- Adriano Micantoni (sous le pseudo de Mike Anthony) : Al et Chris Jefferson
- Mara Cruz : Juanita
- Roberto Camardiel : Dusty
- Roger Delaporte : Trent
- André Bollet : Brad Mc Coy
- Barta Barry : Mc Intire, le shérif
- Bob Felton : Jimmy Bryan
- Alfonso Rojas : Iverson, propriétaire du saloon
- Spartaco Conversi (sous le pseudo de Spanny Convery) : Jeff
- Joseph Matthews : Red
- Alfonso De La Vega : le blond avec Jefferson